# Vatikanstadt und die Europäische Union
Der Staat Vatikanstadt und die Europäische Union unterhalten besondere Beziehungen, die teilweise durch bilaterale Verträge des Stadtstaates mit dem EU-Mitgliedstaat Italien geprägt sind. Der Staat Vatikanstadt ist aber kein Mitglied der Europäischen Union. Es gibt auch keine direkten diplomatischen Beziehungen, sondern werden diese vom Heiligen Stuhl wahrgenommen.
Vatikanstadt hat eine offene Grenze mit Italien und plant, dem Schengener Abkommen beizutreten. Als assoziierter Staat wird der Euro als Währung verwendet, und es werden auch eigene Münzen geprägt.

## Geschichte der Beziehungen EU–Staat Vatikanstadt
Der erste Apostolische Nuntius wurde 1970 bei der damaligen Europäischen Wirtschaftsgemeinschaft als Vertreter des Heiligen Stuhls akkreditiert. Seit 2006 ist der Leiter der EU-Delegation bei den Vereinten Nationen in Rom auch beim Heiligen Stuhl akkreditiert. Die Beziehungen sind problemfrei.

## Schengen
Der Staat Vatikanstadt hat mit Italien eine offene Grenze. Sein nur 0,44 km² großes Staatsgebiet ist komplett von der Hauptstadt Rom umgeben. Schengen-Visa werden für die Einreise in den Staat Vatikanstadt anerkannt. Er unterliegt allerdings nicht den Regeln des Schengener Abkommens. Eine Assoziierung schließt Vatikanstadt aber mittelfristig nicht aus.

## Zölle
Der Staat Vatikanstadt gehört weder dem Europäischen Binnenmarkt noch dem Zollgebiet der Union an. Die Zollvorschriften zwischen dem Staat Vatikanstadt und der EU gehen auf ein Abkommen mit dem Königreich Italien aus dem Jahr 1930 zurück, das kurz nach Inkrafttreten der Lateranverträge geschlossen wurde. Danach ist die Vatikanstadt von allen Zöllen und Abgaben im gegenseitigen Handel ausgenommen. Die in Vatikanstadt hergestellten und nach Italien exportierten Waren sind von Zöllen befreit und kommen in den Genuss eines präferenziellen Handelssystems.

## Euro

Vatikanische Zwei-Euro-Münze (2017)

Bis zur Einführung des Euro in Italien galt die italienische Lira zusammen mit der vatikanischen und san-marinesischen als offizielle Währung im Staat Vatikanstadt. Die EU-Finanzminister gaben Italien im Hinblick auf die Euro-Einführung (2002) ihre Zustimmung, ein Währungsabkommen mit dem Staat Vatikanstadt auszuhandeln, das im Jahr 2000 unterzeichnet wurde.
Das Währungsabkommen gestattet dem Staat Vatikanstadt, vatikanische Euromünzen in Umlauf zu bringen, die in der gesamten Eurozone als gültiges Zahlungsmittel anerkannt werden. Es sieht das Recht des Staats Vatikanstadt vor, seit dem 1. Januar 2002 jährlich Euro-Münzen bis zu einer Höhe von 670.000 Euro in Umlauf zu bringen. Sie werden dem Anteil Italiens an den umlaufenden Euro-Münzen zugerechnet. In Zeiten der Sedisvakanz ist es dem Staat Vatikanstadt gestattet, zusätzlich Münzen in Höhe eines Nennwerts von 201.000 Euro jährlich in Verkehr zu bringen. Gleiches gilt für die Jahre, in denen ein Ökumenisches Konzil stattfindet oder es sich um ein Heiliges Jahr der katholischen Kirche handelt.
Am 1. Januar 2010 trat ein neues Währungsabkommen zwischen der EU und dem Staat Vatikanstadt in Kraft, das eine Erhöhung des maximalen Nominalwerts auf jährlich eine Million Euro vorsieht.
Der Staat Vatikanstadt behält weiterhin das Recht, Sammlermünzen zu prägen. Diese sind allerdings kein Zahlungsmittel in der Eurozone.

## Ausblick
Die Frage eines vatikanischen Beitrittsantrags zur Europäischen Union stellt sich nicht. Der Staat ist bewusst kein Mitglied in den meisten internationalen Organisationen. International vertritt ihn der Heilige Stuhl, der in verschiedenen internationalen Organisationen Beobachterstatus hat, darunter auch im Europarat. Der Staat Vatikanstadt würde auch nicht die politischen Bedingungen zur Aufnahme in die EU – die sogenannten Kopenhagener Kriterien – erfüllen, die eine demokratische Ordnung des Staates voraussetzen. Der Staat Vatikanstadt ist hingegen eine absolute Monarchie ohne direkte demokratische Mitbestimmungsrechte seiner Staatsangehörigen.